# Цатурян, Шогик Арутюновна
Шогик Арутюновна Цатурян (род. 27 августа 1984) — российская самбистка и дзюдоистка, призёр чемпионата России по самбо, мастер спорта России.

## Спортивные результаты
- Первенство России по дзюдо среди молодёжи 2004 года — ;
- Первенство России по дзюдо среди молодёжи 2005 года — ;
- Открытый чемпионат Швеции по дзюдо 2005 года — ;
- Чемпионат России по самбо 2015 года — .
- Чемпионат России по самбо 2019 года — ;